# Juri Gavrilov
Juri Vasiljevitj Gavrilov (ryska: Юрий Васильевич Гаврилов), född 3 maj 1953 i Moskva, Ryska SFSR, Sovjetunionen, är en sovjetisk fotbollsspelare som tog OS-brons i fotbollsturneringen vid de olympiska sommarspelen 1980 i Moskva.

### Fotnoter
1. ↑  transfermarkt.com, transfermarkt.com spelar-ID: 131533, läst: 9 oktober 2017.[källa från Wikidata]
2. ↑  Pavel Alyoshin, Футбол-84, 1984, s. 44.[källa från Wikidata]
3. ↑  ”Football at the 1980 Moskva Summer Games: Men's Football”. Sports-reference.com. Arkiverad från originalet den 6 oktober 2014. https://web.archive.org/web/20141006131506/http://www.sports-reference.com/olympics/summer/1980/FTB/mens-football.html. Läst 21 april 2016.